# Roman Szewczyk
Pour les articles homonymes, voir Szewczyk.
Roman Szewczyk est un footballeur polonais né le 18 mars 1965 à Bytom.

## Carrière
- 1982-1989 : Szombierki Bytom  Pologne
- 1988-1990 : Śląsk Wrocław  Pologne
- 1990-1993 : GKS Katowice  Pologne
- 1993-1996 : FC Sochaux  France
- 1996-2004 : SV Austria Salzbourg  Autriche
- 2004-2005 : USV Thalgau  Autriche

## Palmarès
- 37 sélections et 3 buts avec l'équipe de Pologne entre 1989 et 1994.